# Surérogation
La surérogation, autrefois dite superérogation (du latin supererogatio, dérivé du verbe supererogare, lui-même composé de super-, « sur- », et erogare, « payer »), désigne le fait de faire quelque chose en plus de ce qui est dû, que ce soit par dévotion ou par courtoisie. Le terme est surtout employé en théologie, où l’on parle d’« œuvres surérogatoires ». Le concept de surérogation soulève également des questions en philosophie.